# Ozana
Ozana es una localidad del municipio burgalés de Condado de Treviño, en la Comunidad Autónoma de Castilla y León (España). 

## Localidades limítrofes
Confina con las siguientes localidades:
- Al noreste con Grandival.
- Al sureste con Villanueva Tobera.
- Al sur con Santurde.
- Al suroeste con Mijancas.
- Al oeste con Lacervilla.
- Al noroeste con Muergas.

## Demografía
Evolución de la población
| Gráfica de evolución demográfica de Ozana entre 2000 y 2017        |
|                                                                    |
| Población de derecho (2000-2017) según el padrón municipal del INE |

## Historia
Así se describe a Ozana en el tomo XII del Diccionario geográfico-estadístico-histórico de España y sus posesiones de Ultramar, obra impulsada por Pascual Madoz a mediados del siglo XIX:

Aldea en la provincia, audiencia territorial y capitanía general de Burgos (16 ½ leguas), diócesis de Calahorra (17), partido judicial de Miranda de Ebro (2 ¼) y ayuntamiento de Treviño (1); Situada en declive a la falda N de un monte y en terreno quebrado; su clima es templado y sano; reinan los vientos N, E y SE, siendo las enfermedades más comunes los constipados. Tiene 17 casas; escuela de primera educación, frecuentada por 9 alumnos de ambos sexos y dotada con 18 fanegas de trigo; una fuente de aguas po-tables a la entrada E de la población, con las cuales se riegan algunas huertas; una iglesia parroquial (la Asunción), servida por un cura párroco y un sacristán, y finalmente una ermita (San Martín) muy deteriorada, con un pequeño cementerio del cual se sirve el pueblo, todo lo que se halla a distancia de 100 pasos E de aquel. Confina el término N Muergas; E Grandival; S Santurde y Santa María, y O Mijancas (los 2 últimos de la provincia de Álava). El terreno es frío, arenoso, y la mayor parte lleno de lastras, propio para el arbolado de nogales, que en efecto los hay abundantes; atraviesa la jurisdicción el río llamado Ayuda, que naciendo en los montes de Arrilucea (provincia de Álava), marcha en dirección de E a O, y después de haber bañado diferentes pueblos por derecha e izquierda, va a desaguar en el río titulado Zadorra; a la parte meridional del pueblo se encuentra un monte poblado escasamente de robles, en el cual abundan las canteras de excelente piedra franca. Caminos: los locales, y el real que conduce a Miranda y Treviño, todos en mal estado. La correspondencia se recibe de Vitoria, por el valijero de Treviño. Producciones: trigo, centeno, cebada, avena, maíz, menucias, patatas, habas y algunas frutas; cría ganado lanar, vacuno y mular; caza de perdices, codornices y sordas; y pesca de truchas asalmonadas, anguilas, barbos, loinas y otros peces pequeños. Industria: la agrícola, y un molino harinero de una sola rueda. Población: 12 vecinos, 45 almas. Capital productivo: 17.400 reales. Imponible: 643.
Diccionario geográfico-estadístico-histórico de España y sus posesiones de Ultramar